# Кільсе-Чох (печера)
Кільсе-Чох інша назва Кільсічек чи Килсичих — карстова печера в північній частині Карабі-яйли за 600 метрів на захід від Карані-Коби. Має невеликий вхід який веде до низької зали частково заваленої брилами.